# Marie-Marguerite Bricka
 (mars 2019).
Si vous disposez d'ouvrages ou d'articles de référence ou si vous connaissez des sites web de qualité traitant du thème abordé ici, merci de compléter l'article en donnant les références utiles à sa vérifiabilité et en les liant à la section « Notes et références ».
Pour les articles homonymes, voir Bricka.
Marie-Marguerite Bricka, née le 17 juin 1894 à Meudon et morte le 7 août 1952 dans le 7e arrondissement de Paris est une peintre française de paysages.

## Biographie
Mathilde Marie Charlotte Marguerite Bricka naît en 1894 à Meudon, fille de Charles Bricka, ingénieur en chef des ponts-et-chaussées et des chemins de fer de l'État, et d'Adélaïde Marie Louise Dupont, son épouse.
Entrée à l'école des Beaux-Arts de Paris en 1917 dans l'atelier de Louis Roger, elle suit les cours de Ferdinand Humbert, Paul Renard, et Louis-François Biloul. Elle se distingue lors de plusieurs concours organisés par l'école : elle participe au concours de l'esquisse peinte en 1920, obtient le prix Jauvin d'Attainville en 1921, participe au concours de la tête d'expression en 1924, et reçoit aussi les prix Chenavard et Fortin d'Ivry. Elle échoue en 1923 au concours du prix de Rome, sur le thème du Golgotha.
Elle expose une première fois au Salon des artistes français en 1922, en présentant sa toile En Normandie, qui est remarquée par la critique. Son tableau reçoit une médaille d'argent, et lui permet d'emporter le prix Rosa Bonheur qui distingue la meilleure peinture animalière du Salon. Peintre de paysages, de scènes rurales et d'animaux, elle présente trois études de cheval au Petit Salon de l'hippique de 1923 et reçoit en 1924 le prix de la Compagnie générale transatlantique à l'issue du Salon des artistes français.
Elle meurt en 1952 à Paris et est inhumée au cimetière du Père-Lachaise.